# Martín Montoya
Martín Montoya Torralbo (ur. 14 kwietnia 1991 w Gavà) – hiszpański piłkarz grający na pozycji prawego obrońcy w greckim klubie Aris FC.

## Kariera klubowa
Montoya rozpoczął grę w piłkę nożną w klubie z jego rodzinnego miasta, CF Gavà. W wieku dziewięciu lat przeniósł się do La Masía, piłkarskiej szkółki Barcelony. W 2009 roku zadebiutował w drugiej drużynie Barcelony.
W sezonie 2009–2010 zagrał w 23 meczach zespołu prowadzonego przez Luisa Enrique i miał duży wkład w awans zespołu do Segunda División po jedenastoletniej absencji w tych rozgrywkach. Przez pierwszą część sezonu 2010–2011 pozostawał podstawowym zawodnikiem drużyny rezerw Barcelony.
26 lutego 2011 roku zadebiutował w pierwszej drużynie Blaugrany w wygranym 3:0 meczu przeciwko RCD Mallorca; 5 minut przed końcem spotkania wszedł na boisko za Adriano. 30 kwietnia zagrał w podstawowej jedenastce w przegranym przez Blaugranę 1:2 meczu z Realem Sociedad. W 12. minucie doznał złamania obojczyka, w wyniku czego został wykluczony z gry do końca sezonu.
Od sezonu 13/14 gra z numerem "2" na koszulce. 28 marca 2014 Montoya przedłużył umowę z Barceloną do 2018 roku, mimo zainteresowania innych klubów, m.in. Liverpoolu.
30 czerwca 2015 r. został wypożyczony z FC Barcelony do Interu Mediolan na dwa lata. Inter zachował sobie prawo pierwokupu jeśli zawodnik zagra ustaloną ilość meczów, i mediolańczycy dopłacą jeszcze 6 mln euro odstępnego. W sezonie 2015/16 występował w Interze z numerem "14" na koszulce. 1 lutego 2016 r. Barcelona poinformowała o zerwaniu wypożyczenie Montoi do Interu i wypożyczeniu go do Realu Betis do końca sezonu 2015/16, powodem tej decyzji była mała ilość występów zawodnika w Interze. Po sezonie 2015/16 Real Betis nie był w stanie wykupić zawodnika z powodu jego dużych wymagań finansowych.
1 sierpnia 2016 roku FC Barcelona poinformowała o zerwaniu za porozumieniem stron kontraktu Montoi. Kilka godzin później hiszpański klub Valencia CF poinformował o podpisaniu kontraktu z Montoyą. Umowa ma obowiązywać do 2020 roku.
25 sierpnia wrócił do Hiszpanii, przeszedł do Realu Betis.

## Kariera reprezentacyjna
8 lutego 2011 zadebiutował w reprezentacji Hiszpanii do lat 21 w towarzyskim meczu przeciwko reprezentacji Danii U-21. Wystąpił w 2013 roku z reprezentacją Hiszpanii do lat 21 na mistrzostwach świata w Izraelu i zdobył z nią złoto.